# 선장초등학교 학선분교
선장초등학교 학선분교는 대한민국 충청남도 아산시 선장면 선창리 12-46에 있었던 공립 초등학교이다.

## 학교 연혁
- 1968년 11월 14일 선장국민학교 학선분교 설치인가
- 1971년 3월 1일 학선국민학교 승격
- 1972년 2월 19일 제1회 53명 졸업
- 1973년 2월 21일 제2회 62명 졸업
- 1974년 2월 16일 제3회 52명 졸업
- 1975년 2월 21일 제4회 65명 졸업
- 1976년 2월 20일 제5회 66명 졸업
- 1977년 2월 18일 제6회 53명 졸업
- 1978년 2월 19일 제7회 49명 졸업
- 1979년 2월 17일 제8회 45명 졸업
- 1980년 2월 22일 제9회 42명 졸업
- 1981년 2월 17일 제10회 36명 졸업
- 1982년 2월 11일 제11회 45명 졸업
- 1983년 2월 16일 제12회 39명 졸업
- 1984년 2월 16일 제13회 42명 졸업
- 1984년 11월 27일 병설유치원 인가
- 1985년 2월 16일 제14회 33명 졸업
- 1985년 3월 8일 병설유치원 개원
- 1986년 2월 14일 제1회 병설유치원 23명 수료
- 1986년 2월 18일 제15회 43명 졸업
- 1987년 2월 9일 제2회 병설유치원 15명 수료
- 1987년 2월 16일 제16회 27명 졸업
- 1988년 2월 12일 제3회 병설유치원 22명 졸업
- 1988년 2월 23일 제17회 36명 졸업
- 1989년 2월 14일 제4회 병설유치원 27명 졸업
- 1989년 2월 16일 제18회 25명 졸업
- 1990년 2월 14일 제5회 병설유치원 27명 졸업
- 1990년 2월 15일 제19회 28명 졸업
- 1991년 2월 14일 제20회 27명 졸업
- 1992년 2월 13일 제7회 병설유치원 15명 졸업
- 1992년 2월 14일 제21회 25명 졸업
- 1993년 2월 12일 제8회 병설유치원 15명 졸업
- 1993년 2월 16일 제22회 20명 졸업
- 1994년 2월 16일 제9회 10명 졸업
- 1994년 2월 18일 제23회 24명 졸업
- 1995년 2월 13일 제10회(병설유치원) 12명 졸업
- 1995년 2월 17일 제24회(본교) 17명 졸업
- 1995년 3월 1일 선장국민학교 학선분교장으로 통합
- 1996년 2월 15일 선장초등학교(72회), 학선분교장(25회) 21명 졸업
- 1996년 3월 1일 선장초등학교 학선분교로 개칭
- 1996년 3월 1일 4학급 편성
- 1997년 2월 11일 선장초등학교(17회), 학선분교장(12회) 유치원 수료
- 1997년 2월 20일 선장초등학교(73회), 학선분교장(26회) 17명 졸업
- 1998년 2월 18일 선장초등학교(74회), 학선분교장(27회) 5명 졸업
- 1998년 3월 1일 4학급 편성 인가
- 1999년 2월 12일 선장초등학교 75회, 학선분교장 28회(11명) 졸업
- 1999년 3월 1일 4학급 편성 인가
- 2000년 2월 17일 선장초등학교 76회, 학선분교장 29회(5명) 졸업
- 2000년 3월 1일 4학급 편성 인가
- 2001년 8월 31일 학선분교 폐교, 병설유치원 본원통합